# Kościół Niepokalanego Poczęcia Najświętszej Maryi Panny w Orchowie
Kościół Niepokalanego Poczęcia Najświętszej Maryi Panny w Orchowie – rzymskokatolicki kościół parafialny mieszczący się we wsi Orchowo, w powiecie słupeckim (województwo wielkopolskie), przy ulicy Powstańców Wielkopolskich.
Jest to świątynia wybudowana w stylu neogotyckim w latach 1895–1900 dla gminy ewangelickiej. Po 1945 świątynię przejęła wspólnota katolicka. Do 2001 służył jako kościół filialny parafii Wszystkich Świętych. Od 2001 jest świątynią parafialną parafii Chrystusa Dobrego Pasterza. Został konsekrowany w dniu 12 czerwca 2011 przez księdza prymasa Józefa Kowalczyka. W jego kruchcie jest umieszczone epitafium ks. Mariana Lapisa (1906–42), zamęczonego w obozie koncentracyjnym w Dachau.

## Galeria

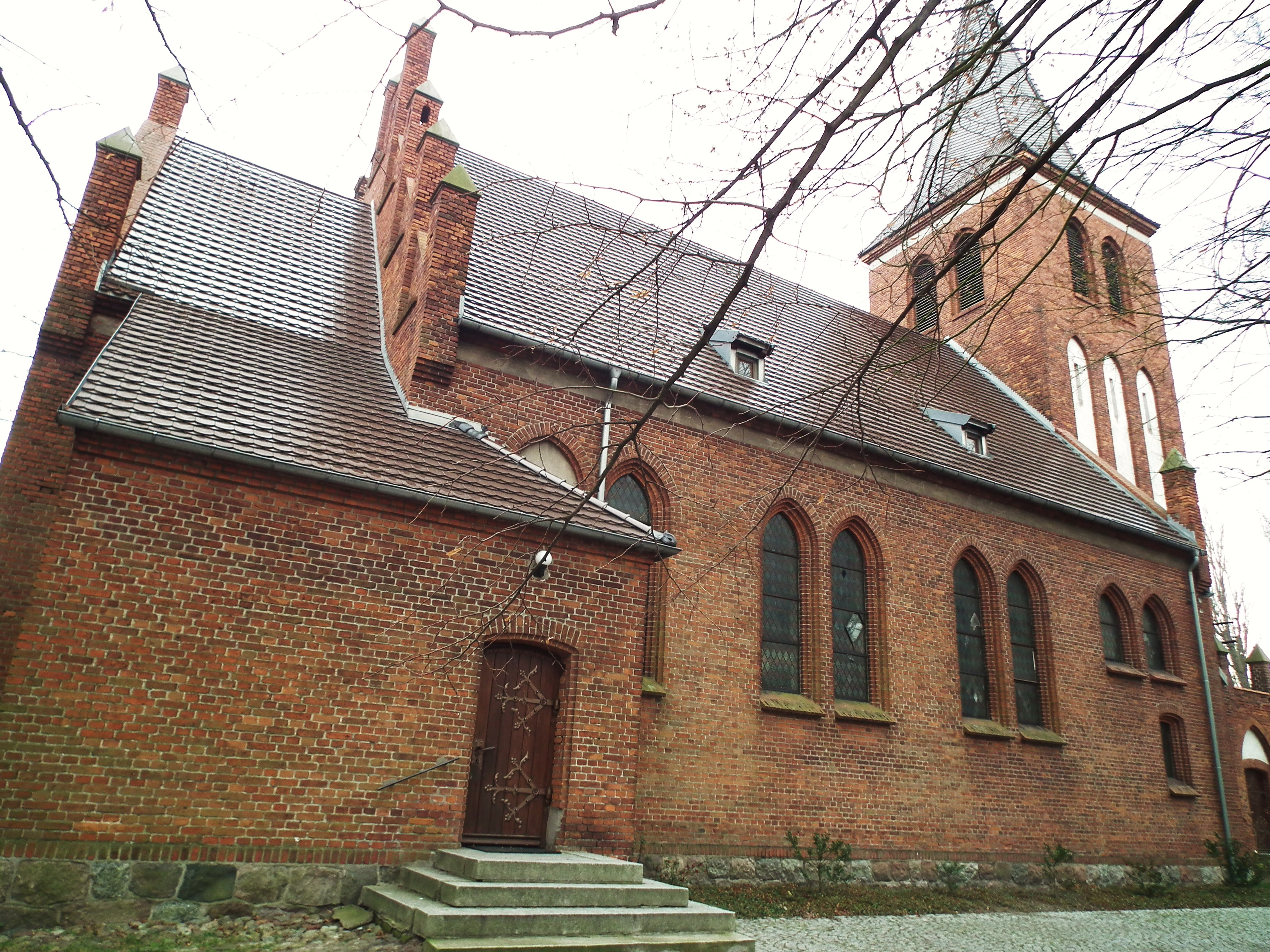
Elewacja boczna
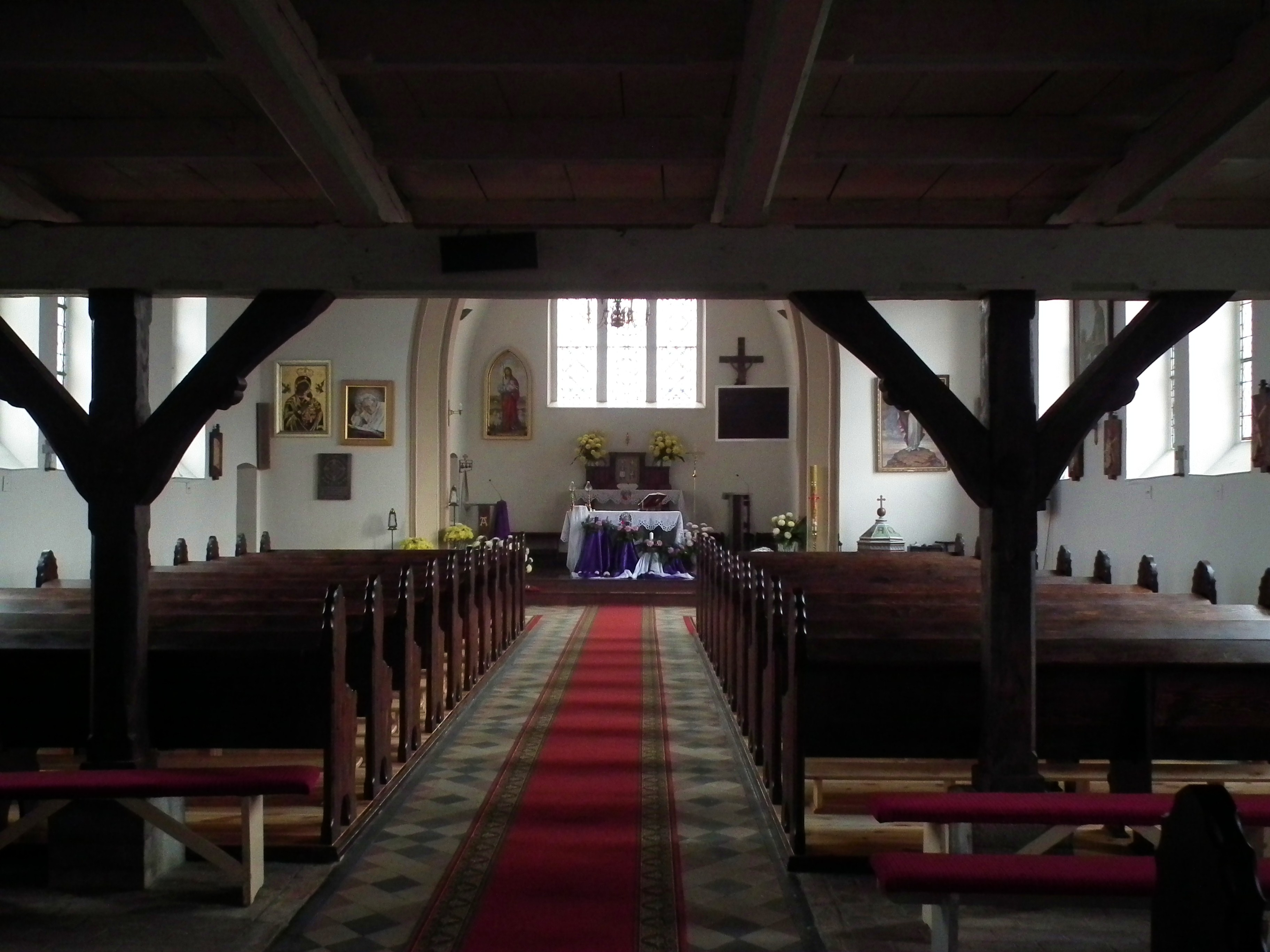
Wnętrze
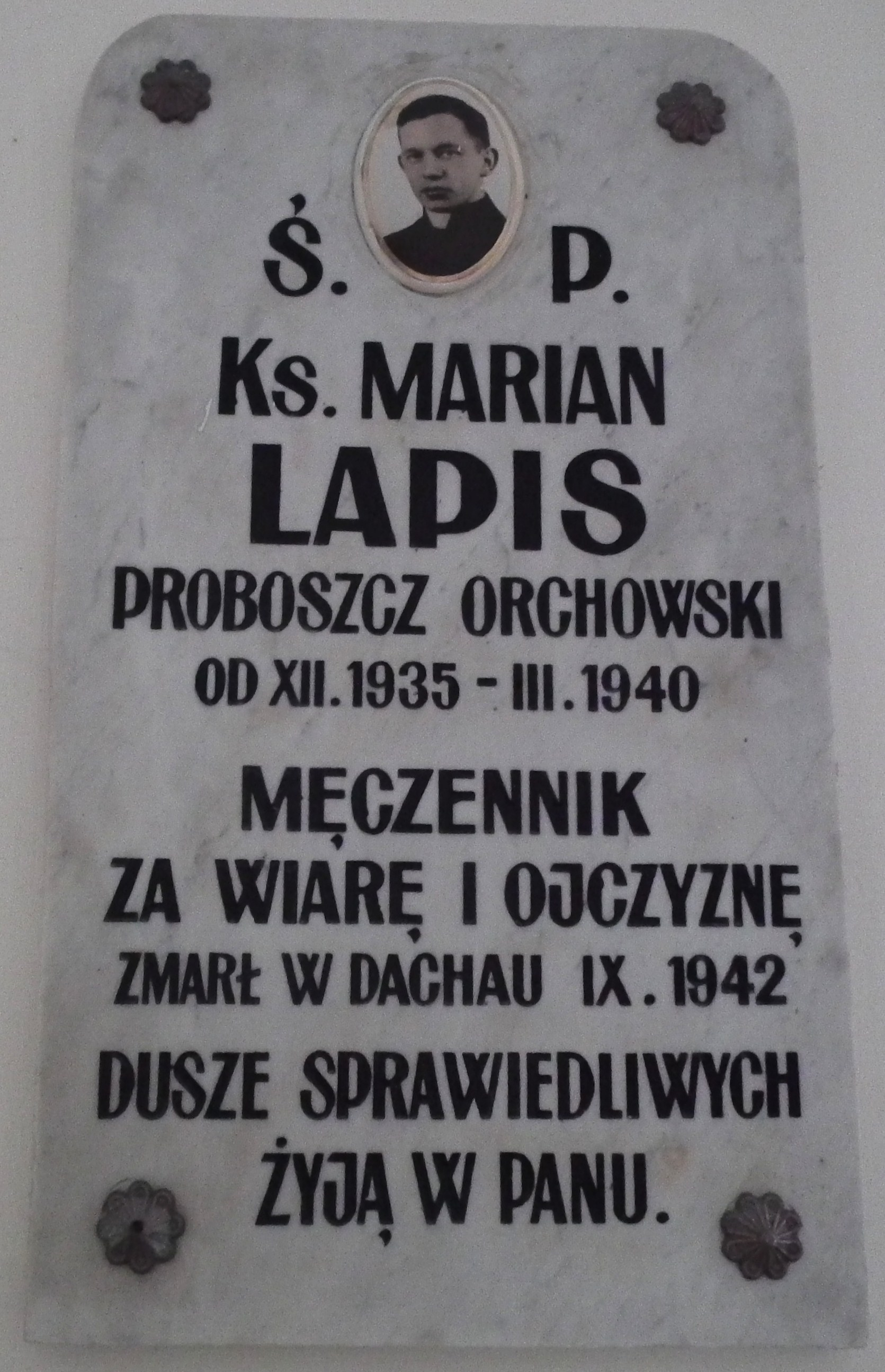
Tablica ks. Lapisa